# Disco fiordicus
Disco fiordicus is een eenoogkreeftjessoort uit de familie van de Discoidae. De wetenschappelijke naam van de soort is voor het eerst geldig gepubliceerd in 1967 door Fosshagen.